# Троицкая церковь (Санкт-Петербург, Николаевская улица)
Свято-Троицкая церковь — утраченный православный храм в Санкт-Петербурге на Николаевской улице (ныне улица Марата) у пересечения с улицей Стремянной.
Церковь построена в 1890—1893 годах архитектором Николаем Никоновым в русском стиле. На освящении присутствовал и произнёс речь отец Иоанн Кронштадтский. Фасады храма были облицованы красным и белым кирпичом, на них были многочисленные мозаичные иконы. Рядом с храмом находился зал для духовных бесед Общества распространения религиозно-нравственного просвещения, также авторства Никонова.
Храм и зал были снесены в 1966 году. На их месте были построены Невские бани, которые были в 2007 году снесены для постройки торгово-развлекательного центра.